# Tapeinosperma synneurum
Tapeinosperma synneurum är en viveväxtart som först beskrevs av Rudolph Herman Scheffer, och fick sitt nu gällande namn av Philipson. Tapeinosperma synneurum ingår i släktet Tapeinosperma och familjen viveväxter. Utöver nominatformen finns också underarten T. s. cataractorum.